# Rzepki (Grunwald)
Rzepki (deutsch Rzepken, 1938 bis 1945 Geierskreuz) ist ein Ort in der polnischen Woiwodschaft Ermland-Masuren. Er gehört zur Gmina Grunwald (Landgemeinde Grünfelde) im Powiat Ostródzki (Kreis Osterode in Ostpreußen).

## Geographische Lage
Rzepki liegt im südlichen Westen der Woiwodschaft Ermland-Masuren, 21 Kilometer südöstlich der Kreisstadt Ostróda (deutsch Osterode in Ostpreußen).

## Geschichte
Bestehend aus einem kleinen Hof wurde Rzeben (um 1785 Rzepen, nach 1785 Rzepka genannt) gegründet. 1874 kam die kleine Landgemeinde Rzepken zum Amtsbezirk Groß Pötzdorf (polnisch Pacółtowo) im Kreis Osterode in Ostpreußen. Am 24. Juni 1887 wurde Rzepken in den Gutsbezirk Grabitzken (1938 bis 1945 Geierseck, polnisch Grabiczki) eingemeindet.
Am 30. September 1928 wurde der Gutsbezirk Grabitzken mit dem Ortsteil Rzepken in die Landgemeinde Geierswalde (1938 bis 1945 Geierseck, polnisch Gierzwałd) im Amtsbezirk Geierswalde eingegliedert.
Aus ideologisch-politischen Gründen der Abwehr fremdländisch klingender Ortsnamen erhielt Rzepken 1938 die Umbenennung in „Geierskreuz“.
In Kriegsfolge wurde Rzepken 1945 mit dem gesamten südlichen Ostpreußen an Polen überstellt. Der Ort erhielt die polnische Namensform „Rzepki“ und ist heute eine Ortschaft im Verbund der Gmina Grunwald (Landgemeinde Grünfelde, mit Sitz in Gierzwałd (Geierswalde)) im Powiat Ostródzki (Kreis Osterode in Ostpreußen), bis 1998 der Woiwodschaft Olsztyn, seither der Woiwodschaft Ermland-Masuren (mit Sitz in Olsztyn (Allenstein)) zugehörig.

## Kirche
Bis 1945 war Rzepken resp. Geierskreuz in die evangelische Kirche Groß Pötzdorf (polnisch Pacółtowo) in der Kirchenprovinz Ostpreußen der Kirche der Altpreußischen Union, außerdem in die römisch-katholische Kirche der Stadt Gilgenburg (polnisch Dąbrówno) im damaligen Bistum Ermland eingepfarrt.
Heute gehört Rzepki evangelischerseits zur Kirche Olsztynek (Hohenstein i. Ostpr.), einer Filialkirche der Pfarrei Olsztyn (Allenstein) in der Diözese Masuren der Evangelisch-Augsburgischen Kirche in Polen sowie katholischerseits zur Pfarrei Gierzwałd (Geierswalde) im Dekanat Grunwald des jetzigen Erzbistums Ermland.

## Verkehr
Rzepki liegt an einer Nebenstraße, die Gierzwałd (Geierswalde) mit Olsztynek (Hohenstein) verbindet. Eine Anbindung an den Bahnverkehr besteht nicht.